# Музей ван Гога
Музей ван Гога (нидерл. Van Gogh Museum) — художественный музей в Амстердаме, хранящий самую крупную в мире коллекцию картин и рисунков Винсента ван Гога, а также работы его современников, в том числе Поля Гогена, Жоржа Сёра, Поля Синьяка, Клода Моне, Анри Тулуз-Лотрека, Пабло Пикассо. Музей открылся 2 июня 1973 года. Он расположен в зданиях, спроектированных Герритом Ритвельдом и Кисё Курокавой. Коллекция музея — самая большая коллекция картин и рисунков Ван Гога в мире, 2-й самый посещаемый музей в Нидерландах и 31-й самый посещаемый художественный музей в мире.

## История

### Непроданные работы Винсента ван Гога
После смерти Винсента ван Гога в 1890 году, все его непроданные работы стали собственностью его брата Тео. Сам брат умер спустя 6 месяцев после смерти Винсента, оставив всё имущество своей жене Йоханне Гезине ван Гог-Бонгер. Йоханна продолжила дело своего мужа по популяризации и сохранению работ Винсента ван Гога. Женщина, благодаря дружбе с Эмилем Бернаром, смогла организовать выставку картин в музеях. Именно эта женщина сыграла ключевую роль в распространении творческого наследия Винсента ван Гога по всей Европе. После смерти Йоханны коллекция картин была унаследована её сыном Винсеном Виллемом Ван Гогом в 1925 году, и в конечном итоге предоставлена в аренду в Городской музей (Амстердам). В 1962 году коллекция была переведена в инициированный государством Фонд Винсента ван Гога.

### Похищение картин
В 1991 году из музея были украдены 20 картин, в том числе ранняя картина ван Гога «Едоки картофеля». Воры успели убежать из музея, тем не менее через 35 минут все украденные картины были найдены в заброшенной машине. Три картины — «Пшеничное поле с воронами», «Натюрморт с Библией» и «Натюрморт с фруктами» — были сильно порваны. Четверо мужчин, в том числе два музейных охранника, были осуждены за кражу и получили от шести до семи лет тюремного заключения. Это считается крупнейшей кражей искусства в Нидерландах со времен Второй мировой войны.
Ночью 7 декабря 2002 года из музея были похищены две картины ван Гога — «Вид на море у Схевенингена» и «Выход из протестантской церкви в Нюэнене». Два голландца были пойманы осуждены за кражу сроком на четыре с половиной года, но картины были найдены не сразу. Музей предоставил вознаграждение в размере 100 000 евро за информацию о местонахождении картин. Команда по борьбе с преступлениями в области искусства ФБР добавила кражу этих картин в список десяти самых крупных преступлений в искусстве и оценила общую стоимость картин в 30 млн долларов США. 30 сентября 2016 года стало известно, что итальянская полиция обнаружила оба полотна в убежище одного из главарей мафии. По словам представителей музея Ван Гога, обе картины были найдены в «относительно хорошем состоянии».

## Экспозиция

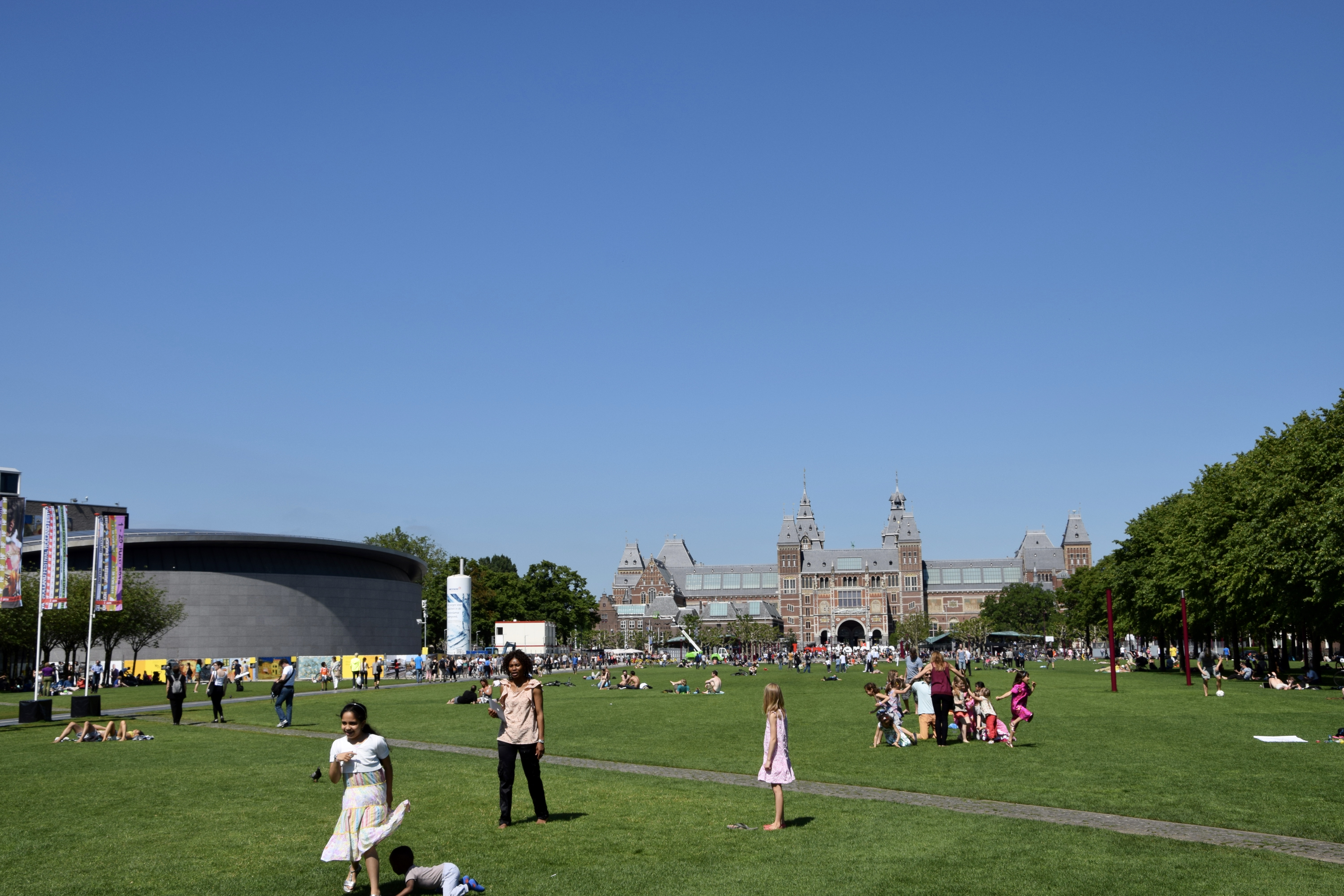
Музейная площадь в Амстердаме, на которой находится музей

Музей ван Гога имеет самую большую в мире коллекцию картин художника. Она состоит из 200 картин, 400 рисунков и 700 писем художника. Основная коллекция рассказывает о различных сторонах жизни и творчества Винсента ван Гога. В коллекции представлены многие знаменитые полотна, в том числе «Едоки картофеля», «Спальня в Арле», одна из трёх версий картины «Подсолнухи». Также музей организует выставки на тему истории искусства XIX века.

### Работы современников
В музее представлены знаменитые произведения искусства современников ван Гога импрессионистских и постимпрессионистских движений. В музее также есть скульптуры Огюста Родена и Жюля Далоу, а также картины Эмиля Бернарда, Мориса Дениса, Кеса ван Донгена, Поля Гогена, Эдуарда Мане, Клода Моне, Одилона Редона, Жоржа Сёра, Поля Синьяка и Анри де Тулуз-Лотрека.

## Здание музея
В 1963 году голландское правительство заказало здания для музея ван Гога голландскому архитектору и дизайнеру мебели Герриту Ритвельду. Ритвельд умер через год, а здание было достроено только в 1973 году. В 1998 и 1999 годах здание было отреставрировано голландским архитектором Мартином ван Гором, а японский архитектор Кисё Курокавой добавил выставочное крыло. Начиная с конца 2012 года, музей был закрыт на ремонт в течение шести месяцев. В этот период 75 работ Винсента Ван Гога выставлялись в Эрмитаже на Амстеле.
9 сентября 2013 года музей представил считавшуюся утраченной картину ван Гога «Закат в Монмажуре», которая несколько десятков лет пролежала на чердаке у семьи норвежского коллекционера.

## Посещаемость
С 29 сентября 2012 до 25 апреля 2013 экспозиция Музея ван Гога располагалась в Hermitage Amsterdam, в связи с реконструкцией.
В 2010 году музей посетило 1 429 854 посетителей, в 2011 — 1 600 300. Музей Винсента Ван Гога является самым посещаемым музеем в Нидерландах, а также находится на 34-м месте по посещаемости в мире.

## Картины ван Гога — экспонаты музея

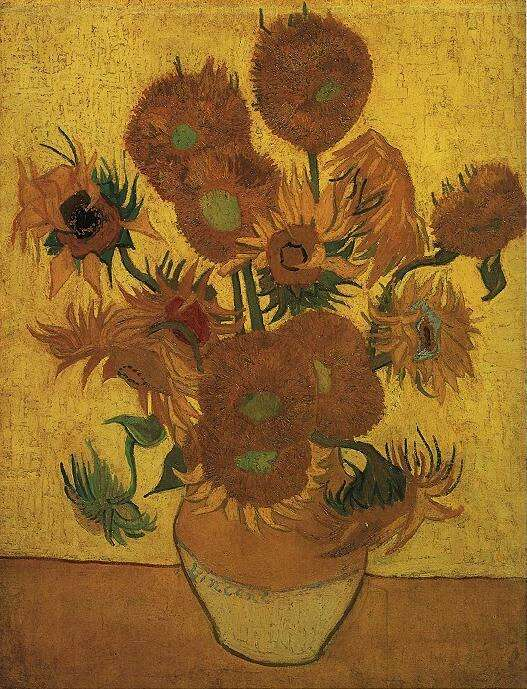
Подсолнухи
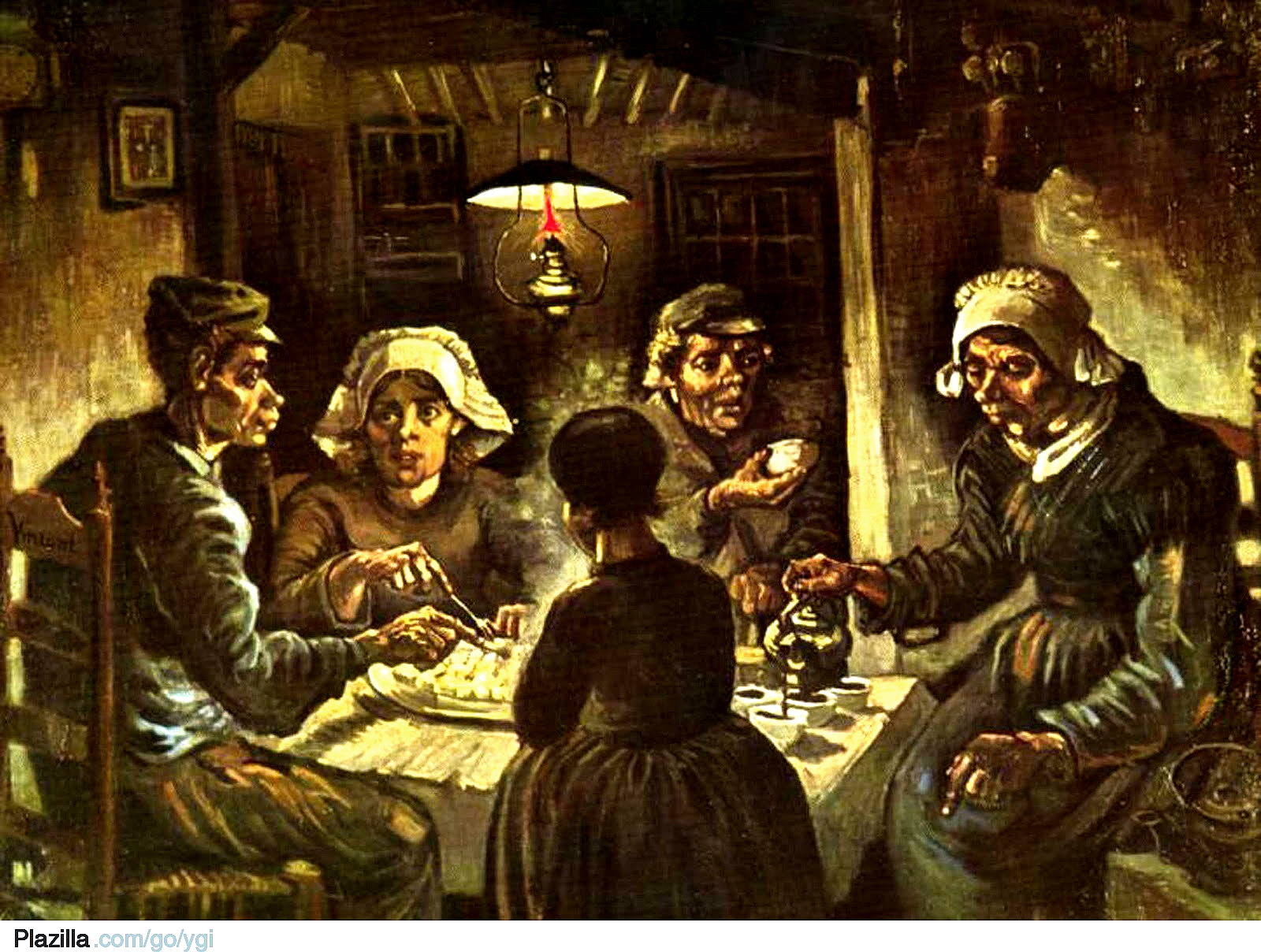
Едоки картофеля
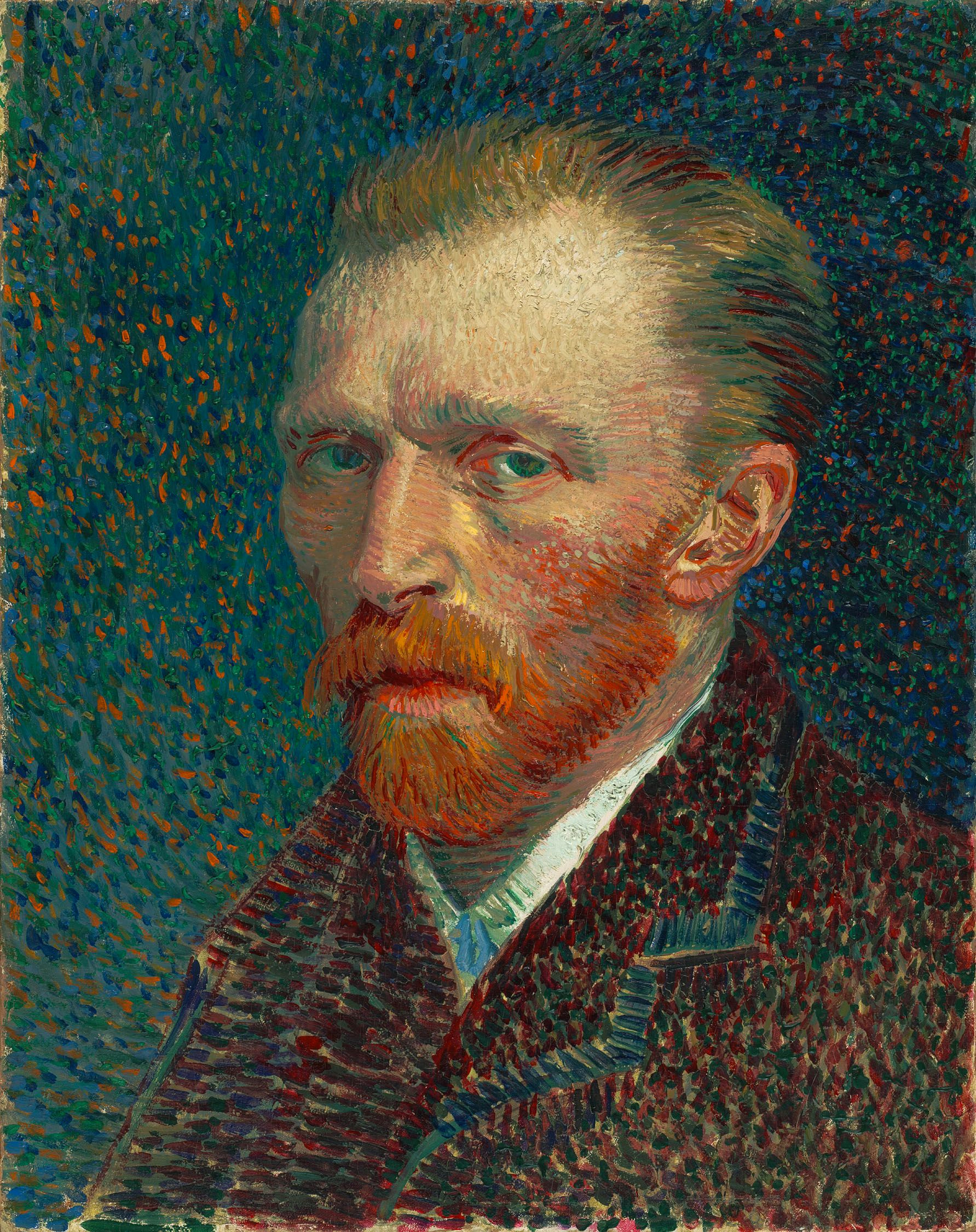
Автопортрет Ван Гога (1887)
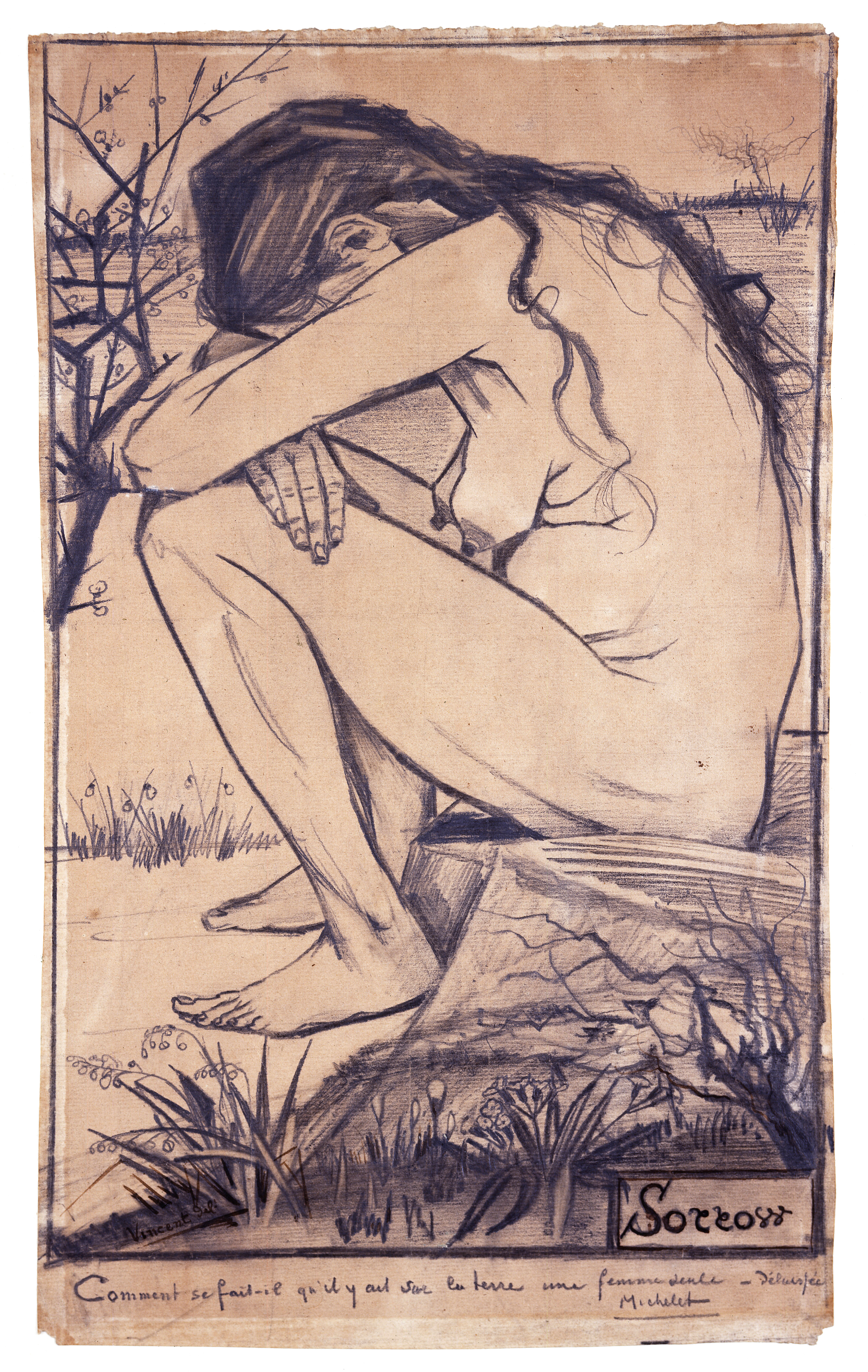
Скорбь